# Fiordo de Eriboll

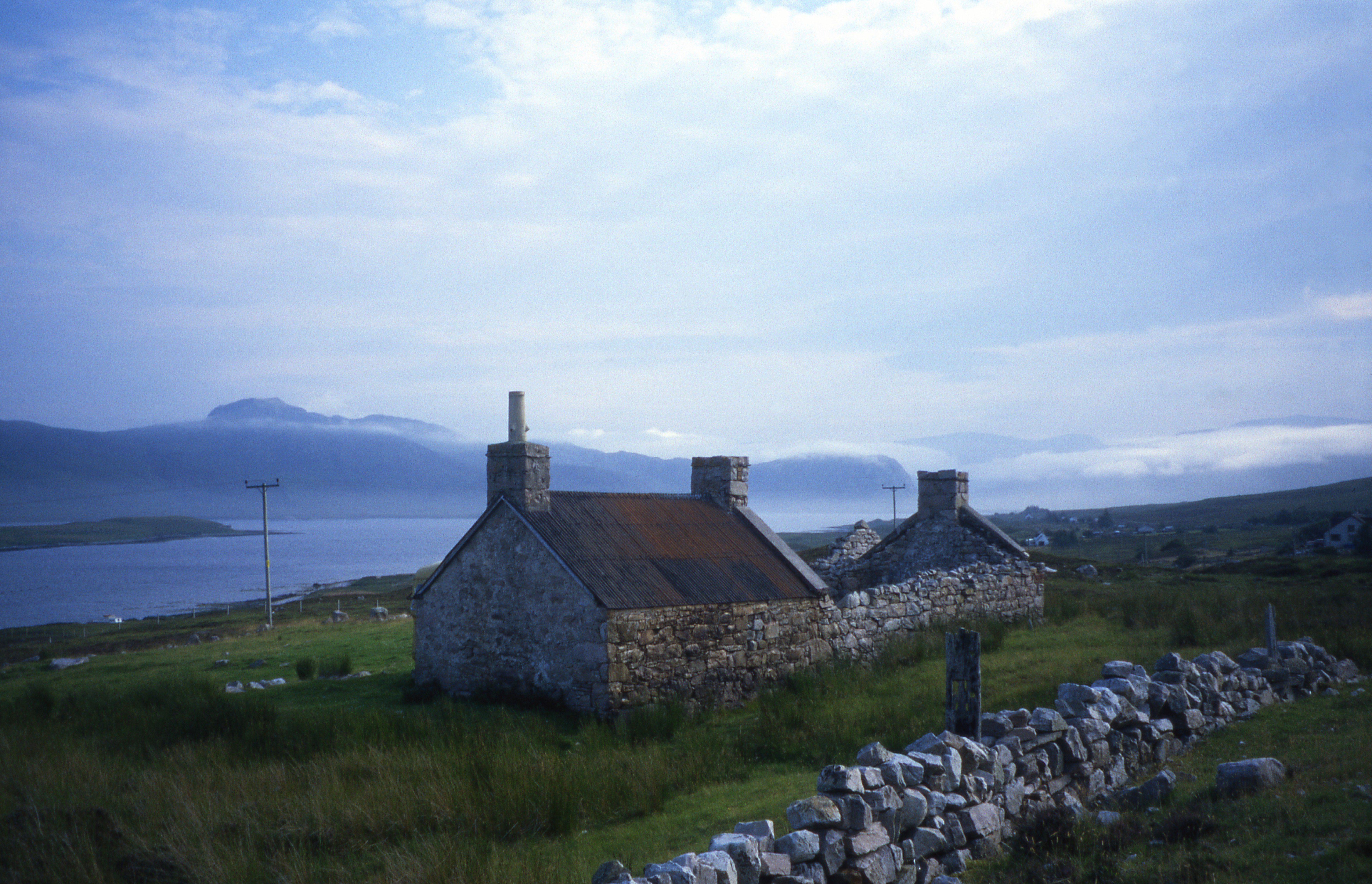
Granja en el lago Eriboll.

El fiordo de Eribol o lago Eriboll (en inglés loch Eriboll; en gaélico escocés loch Euraboil) es, en realidad, un fiordo de 16 kilómetros de largo en la costa norte de Escocia, que se ha usado durante siglos como un lugar profundo por estar a salvo de las a menudo tormentosas aguas del cabo Wrath y el Pentland Firth. Recibe su nombre del pueblo de Eriboll en su orilla este. Restos de la Edad del Bronce pueden encontrarse en la región, incluyendo una estructura subterránea y construcciones de piedra en la colina sobre la orilla occidental.
Una industria de cal a pequeña escala se desarrolló aquí en el siglo XIX y, hasta la SGM, la Marina Real fue un visitante frecuente. Portnancon, en la orilla occidental del fiordo de Eriboll, es donde la compañía del HMS Hood pasó su último permiso en tierra antes de la batalla del estrecho de Dinamarca, y hay piedras colocadas por marineros con los nombres de sus barcos de guerra (incluyendo Hood y Amethyst) en la colina sobre la aldea de Laid. Obtuvo el mote de "Lock ’orrible" por los hombres de servicio británicos estacionados aquí durante la guerra debido al a menudo inclemente tiempo. La isla más grande del fiordo, Eilean Choraidh, se usó para prácticas de bombardeo aéreo por la RAF, previo al ataque del Tirpitz, puesto que tiene más o menos la forma y tamaño de un acorazado. La flota de submarinos alemanes superviviente se rindió formalmente aquí en 1945.
Alrededor de las orillas del fiordo están las pequeñas localidades de Eriboll, Heilam, Polla, Portnancon y Rispond.
Hoy es una región salvaje que conserva ampliamente su belleza natural, en una región de intensa pluviosidad y la menor densidad de población del Reino Unido.